# 코비 (노샘프턴셔주)

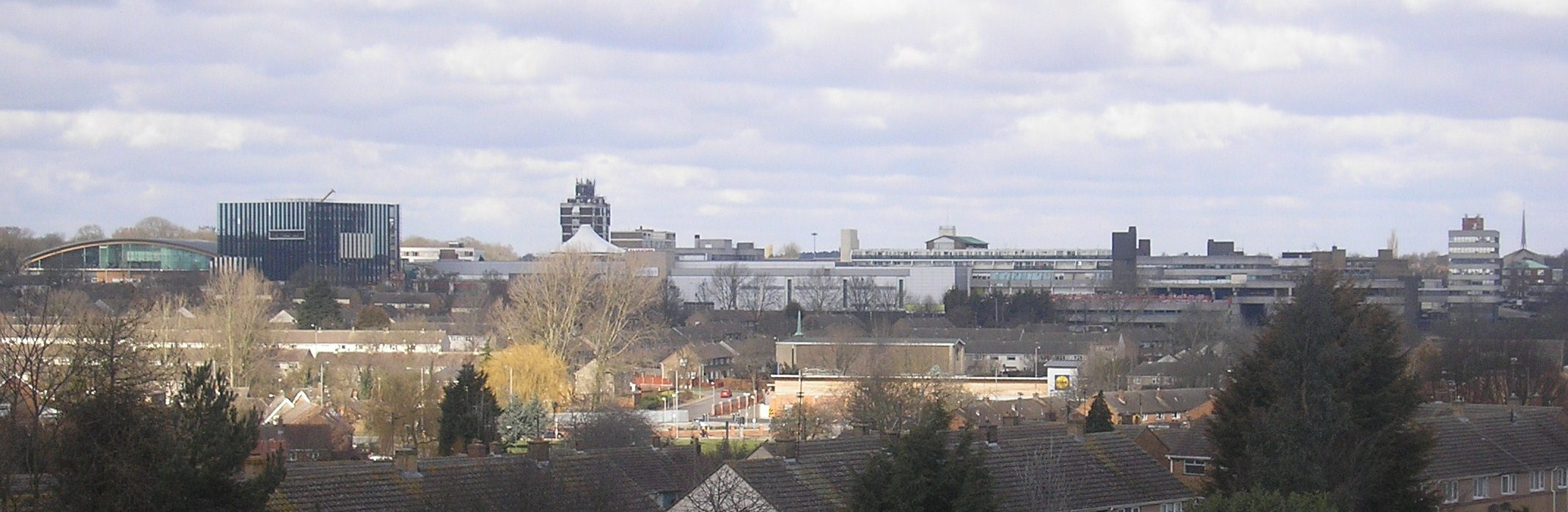
코비의 전경

코비(Corby)는 잉글랜드 노샘프턴셔주의 도시이다. 런던에서 북쪽으로 약 110 킬로미터 떨어져 있다.

## 역사
19세기에 철광석 매장지가 발견되어, 철도가 부설되어 성장한 도시이다. 1934년부터 제철 공장의 건설이 시작되어 1939년에는 인구가 약 12,000명으로 증가했다. 제2차 세계 대전에 의한 피해는 거의 없고, 인구가 약 16,000명으로 더욱더 증가하였으며, 1950년 뉴타운으로 지정되었다.